# Ilie Ciocan

Ilie Ciocan (2023)

Ilie Ciocan (* 10. Juni 1913 in Cremenari, Kreis Vâlcea) ist ein rumänischer Supercentenarian. Er ist seit dem 2. Februar 2022 die älteste in Rumänien lebende Person.

## Leben
Ilie Ciocan wuchs als Einzelkind in dem Dorf Cremenari im Kreis Vâlcea in ärmlichen Verhältnissen auf. Seine Eltern starben beide jeweils im noch sehr jungen Alter infolge verschiedener Erkrankungen. Ab 1925 wuchs er deshalb bei einer in der Nähe seines Heimatdorfes lebenden Tante mit deren Familie auf. Mit 14 Jahren verließ er die Schule und arbeitete fortan in der Landwirtschaft. Später war er auch als Hirte tätig. Am 28. Januar 1932 heiratete er die Landwirtin Floarea Obogeanu (1905–1992). Aus der Ehe gingen drei Söhne und drei Töchter hervor. Im Jahr 1941 wurde er in die Armata Română eingezogen und begann seinen Militärdienst. Er diente als Soldat während des Zweiten Weltkrieges an der Ostfront. Nach kurzer Gefangenschaft kehrte er im Sommer 1945 wieder in sein Heimatland Rumänien zurück. Er zog daraufhin mit seiner Familie nach Bratia din Vale, wo er bis heute lebt. Anfang der 1980er-Jahre ging Ciocan in den Ruhestand.
Bis zu seinem 93. Lebensjahr fuhr Ciocan noch in regelmäßigen Abständen mit seinem Auto oder seinem Fahrrad zum Einkaufen und konnte noch ohne Brille lesen. Bis kurz vor seinem 104. Geburtstag führte er seinen Haushalt noch weitgehend eigenständig. Ein Beinbruch im Alter von 103 Jahren führte zu einem monatelangen Krankenhausaufenthalt. Seither ist er auf einen Rollstuhl angewiesen und trägt inzwischen auch ein Hörgerät. Er wird von seinen Verwandten und einem Pflegedienst umsorgt. Bis zu seinem 105. Lebensjahr nahm er fast jährlich an den Kriegsveteranen-Treffen in Bukarest teil.

### Altersrekorde
Nach dem Tod von Maria Mihai im Alter von 109 Jahren am 2. Februar 2022 wurde Ciocan zur ältesten in Rumänien lebenden Person. Mit seinem 110. Geburtstag im Juni 2023 wurde er zum Supercentenarian. Er ist auch der letzte rumänische Staatsbürger, der im Jahr 1913 geboren wurde. Seit dem Tod von John Tinniswood im Alter von 112 Jahren am 25. November 2024 ist Ciocan zudem der älteste in Europa lebende Mann. Am 28. Januar 2025 überholte Ciocan vom Alter her Dumitru Comanescu (8. November 1908–27. Juni 2020) und gilt damit nun als älteste Person, die jemals in Rumänien gelebt hat.
Er ist heute 111 Jahre und 270 Tage alt.